# Perry Moore
William Perry Moore IV, ou simplesmente Perry Moore, (Richmond, 4 de novembro de 1971 – New York, 17 de fevereiro de 2011) foi um escritor, roteirista, produtor e diretor cinematográfico estadunidense.
Foi o produtor executivo da trilogia cinematográfica "The Chronicles of Narnia"  e autor do livro "Hero".
Perry faleceu em fevereiro de 2011 em decorrência de uma overdose do analgésico. 